# Qalyān Kolā
Qalyān Kolā (persiska: قَليان كُلای عُليا, قليان كلا, Qalyān Kolā-ye ‘Olyā) är en ort i Iran.   Den ligger i provinsen Mazandaran, i den norra delen av landet, 130 km nordost om huvudstaden Teheran. Qalyān Kolā ligger 21 meter över havet och antalet invånare är 300.
Terrängen runt Qalyān Kolā är platt. Runt Qalyān Kolā är det tätbefolkat, med 286 invånare per kvadratkilometer. Närmaste större samhälle är Babol, 18,8 km öster om Qalyān Kolā. Trakten runt Qalyān Kolā består till största delen av jordbruksmark.